# الکساندر ریابوکون
الکساندر ریابوکون (اوکراینی: Олександр Дмитрович Рябоконь؛ زادهٔ ۲۱ فوریهٔ ۱۹۶۴) بازیکن فوتبال اهل اوکراین است.
از باشگاه‌هایی که در آن بازی کرده‌است می‌توان به باشگاه فوتبال بیجینگ رن، باشگاه فوتبال لوری، باشگاه فوتبال اسپارتاک یوجی‌پی آناپا، باشگاه فوتبال گومل، و باشگاه فوتبال فورسکلا پولتاوا اشاره کرد.